# 보잉 로열 윙맨

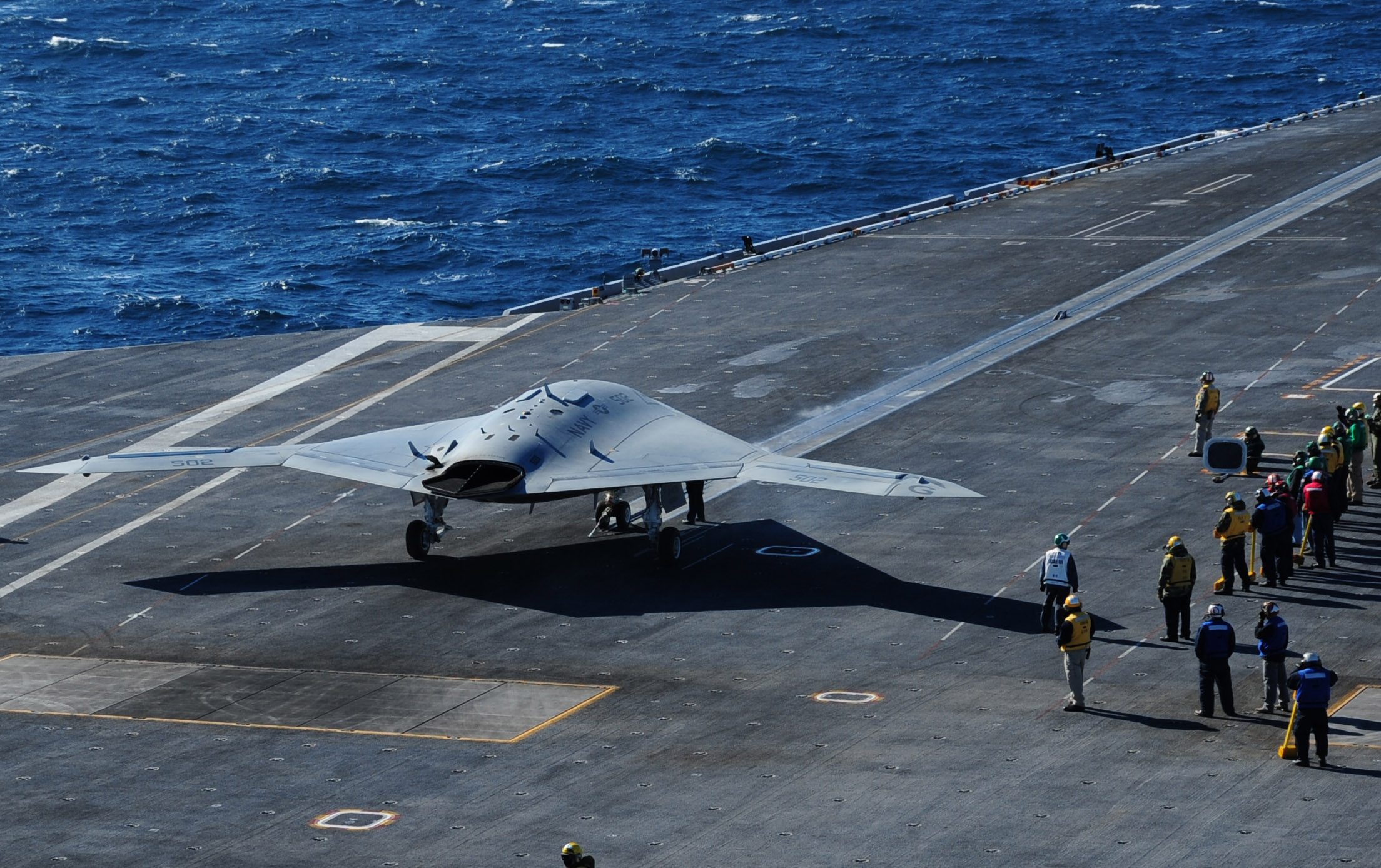
항공모함에서 이륙준비중인 노스롭 그루먼 X-47B

보잉 로열 윙맨은 보잉사가 호주 공군과 함께 개발중인 스텔스 무인 전투기(UCAV)이다.

## 역사
윙맨은 전투기 대형에서 가장 앞선 편대장기 뒤를 따르는 요격기다. 대개 편대장기의 왼쪽이나 오른쪽에서 날면서 편대장장기를 엄호하거나 돕는다.
길이 11.7 m인 로열 윙맨은 15.7 m F-35, 15.06 m F-16 보다 짧다. 한국전쟁 당시 소련 공군 전투기이자, 현재도 북한이 쓰고 있다는 10.102 m 미그-15 정도 길이이다. 항속거리는 3,700 km 인데, 비슷한 길이와 항속거리인 무인전투기로 노스롭 그루먼 X-47B이 있다.
2018년 미 공군의 공군연구소(AFRL)가 공개한 동영상에선 F-35A 전투기 1대가 6대의 무인 전투기를 이끌고 다니는 장면이 나온다. F-35A 조종사가 적의 지대공 미사일을 공격하라는 명령을 내리자, 무인기는 활강형 폭탄으로 적 미사일을 파괴한다. 2005년 개봉된 스텔스 (2005년 영화)의 내용과 비슷하다.
2020년 8월 18일부터 20일까지 미국 매릴랜드주 로럴에 있는 존스홉킨스 대학 응용물리연구소(APL)에서 베테랑 전투기 조종사와 AI 조종사가 공중전 시뮬레이션 게임을 했다. 인간 조종사는 단 한 발도 쏘지 못했다. AI는 15발을 쏴 인간 조종사의 전투기를 5번 격추했다. 미국 헤론 시스템사(社)의 AI 프로그램이 미 공군 F-16 전투기 조종사와 벌인 가상 대결에서 5전 전승을 거뒀다. 미 국방부 산하 국방고등연구기획청(DARPA)은 2차 대전 당시의 일대일 공중전 상황을 가정해 AI 프로그램과 인간 조종사가 맞붙는 테스트를 진행했다. 온라인을 통해 생중계된 이번 실험에서 AI 프로그램은 "초인적인 조준 능력"을 보였지만, 미 공군 조종사는 AI가 조종하는 전투기에 단 한 차례도 타격을 입히지 못했다. 미 공군 조종사를 꺾은 AI 프로그램은 개발한 지 1년 만에 40억 차례의 가상 대결을 펼쳐 현실 세계에서 12년에 해당하는 전투 경험을 쌓았다고 헤론사는 밝혔다.

## 같이 보기
- 한국형 스텔스 무인 전투기